# Nguyễn Đình Văn
Nguyễn Đình Văn (chữ Hán: 阮廷聞; 1860-1906), tự Mộng Đắc, hiệu Ích Xuyên, là một nhà khoa bảng và quan văn nhà Nguyễn.

## Thân thế hành trạng
Ông nguyên tên là Nguyễn Tư Siêu (阮斯超), sinh năm 1860, người xã Phượng Đình, huyện Hoằng Hóa, phủ Hà Trung (nay thuộc phường Tào Xuyên, thành phố Thanh Hóa), tỉnh Thanh Hóa. Từ bé, Nguyễn Tư Siêu có tiếng thông minh, hay chữ, cha ông là một Tú tài, mẹ ông là con một vị Phó tổng.
Sách Quốc triều hương khoa lục và Quốc triều khoa bảng lục chép, ông đỗ Cử nhân khoa thi Hương năm Mậu Tý 1888, năm Đồng Khánh thứ 3. Trong kỳ thi này, trường Thanh Hóa thi chung với trường Nghệ An, lấy đỗ tổng cộng 37 người, nhưng trường Thanh Hóa chỉ có duy nhất một mình ông được lấy đỗ.
Năm Nhâm Thìn (1892) đời vua Thành Thái, ông đỗ Phó bảng khoa thi Hội.
Sau khi đỗ đạt, ông được bổ làm Phân khảo khoa thi Hương năm Giáp Ngọ (1894) tại trường thi Hà Nam,, tri huyện Hương Thủy (Thừa Thiên Huế), Thừa phái bộ Lại, Án sát tỉnh Bình Thuận và Án sát tỉnh Khánh Hòa.
Nguyễn Đình Văn làm quan được nhận xét là có tính cương trực, quyết đoán, lại thanh liêm. Sách Đại Nam thực lục có chép thời gian ông làm Án sát Bình Thuận có xung đột với viên Trú sứ người Pháp, do tên này can thiệp thô bạo tư pháp. Vì vậy, ông cùng Bố chánh Hồng Thiết tâu về triều đình xin đều về kinh (Hồng Thiết) về quê (Đình Văn).
Năm 1905, vua Thành Thái thăng ông làm Quang lộc tự thiếu khanh.
Ông qua đời năm 1906 khi 46 tuổi trong khi bị Pháp bắt giam do tham gia phong trào chống Pháp cứu nước.

## [6]Gia đình khoa bảng
Quốc triều hương khoa lục ghi nhận gia đình ông là gia đình có cha con, chú cháu cùng đăng khoa :
- Em họ ông là Nguyễn Chí Tốn đỗ Cử nhân khoa Giáp Ngọ, niên hiệu Thành Thái thứ 6 (1894).
- Em ruột ông là Nguyễn Hữu Đan đỗ Cử nhân năm 43 tuổi, được bổ nhiệm làm Hậu bổ Hà Tĩnh, thăng hàm Thị giảng, về hưu.
- Con ông là Nguyễn Đình Ngân (1890 - 1967), hiệu Châu Nham, đỗ Cử nhân khoa Nhâm Tý, niên hiệu Duy Tân thứ 6 (1912). Sau khi đỗ đạt, ông được bổ nhiệm làm Kiểm giáo Quốc Tử Giám Huế, được thăng làm Thị lang bộ Giáo dục rồi Tham tri dưới triều Bảo Đại, Tham lý Văn thơ viện. Sau năm 1945 ông Nguyễn Đình Ngân theo chính quyền Việt Nam Dân chủ Cộng hòa, được bổ nhiệm làm Viện trưởng Văn hoá viện ở Trung bộ, Ủy viên Ủy ban Kháng chiến khu IV, Đại biểu Quốc hội khoá 2, 3,  Phó Chủ tịch Mặt trận Tổ quốc tỉnh Thanh Hoá, tác giả tập thơ song thất lục bát Bước ly kỳ kể về cuộc đời hoạt động cách mạng của mình, vượt qua mọi khó khăn mà cống hiến cả cuộc đời mình cho dân tộc. Người con thứ hai của ông là Nguyễn Đình Chung Song (1925 - 1991), một nhà giáo dạy toán nổi tiếng và là tác giả của hơn 30 công trình về toán học. 
Ngoài Nguyễn Đình Ngân, Phó bảng Nguyễn Đình Văn còn có ba người con trai cũng làm quan:
- Nguyễn Đình Xiển làm Hàn lâm viện Biên tu
- Nguyễn Đình Khai làm Thừa lại, là cha của nguyên Bộ trưởng Bộ Ngoại giao Nguyễn Dy Niên.
- Nguyễn Đình Khánh làm Đốc học.